# Fontaine-Bellenger
Fontaine-Bellenger is een gemeente in het Franse departement Eure (regio Normandië). De plaats maakt deel uit van het arrondissement Les Andelys. Fontaine-Bellenger telde op 1 januari 2022 1.089 inwoners.

## Geografie
De oppervlakte van Fontaine-Bellenger bedroeg op 1 januari 2022 4,96 vierkante kilometer; de bevolkingsdichtheid was toen 219,6 inwoners per km².

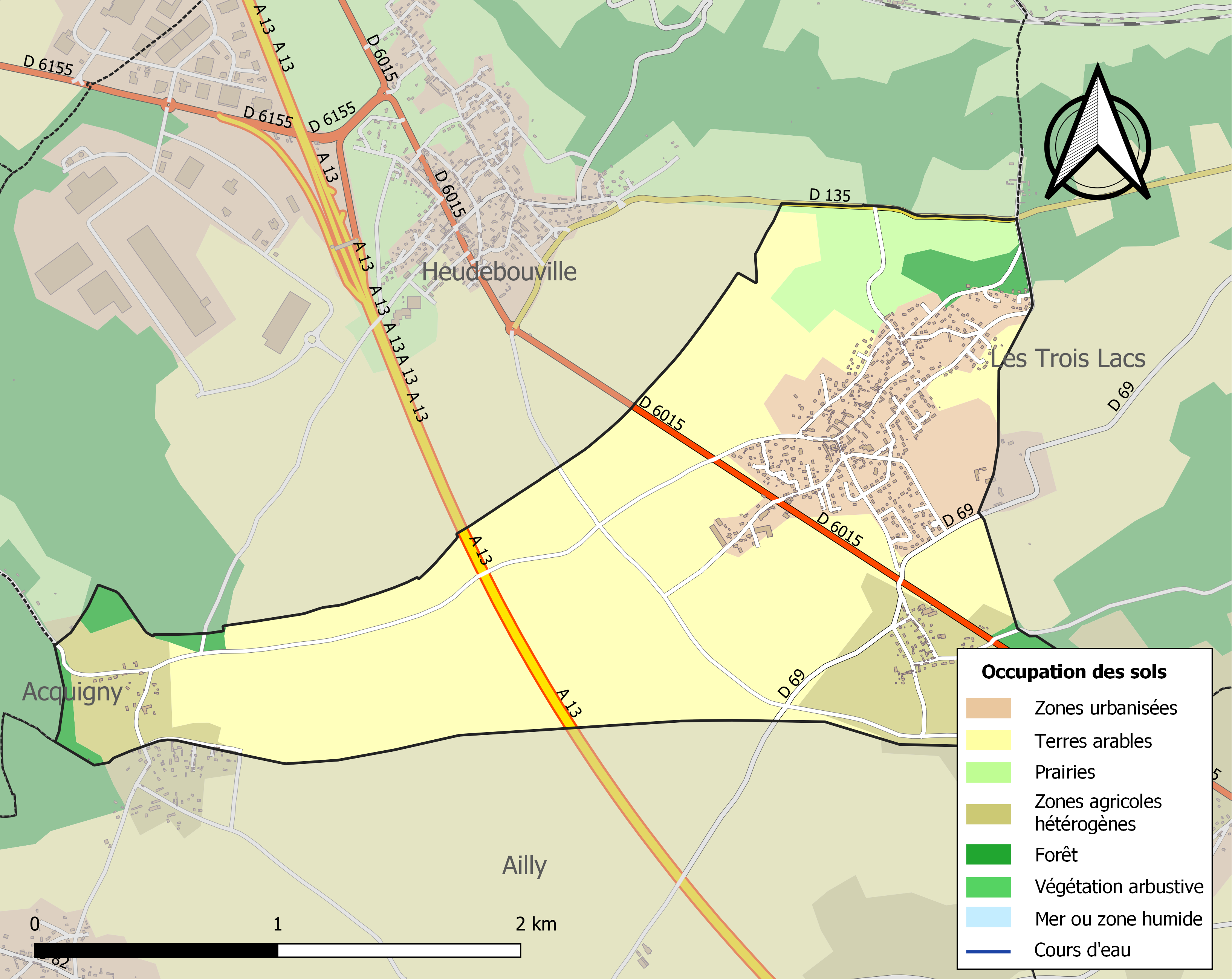
Kaart van de gemeente met belangrijkste infrastructuur, bodemgebruik en omliggende gemeenten

## Demografie
Onderstaande figuur toont het verloop van het inwonertal (bron: INSEE-tellingen).